# 佩蒂纳
佩蒂纳（義大利語：Petina），是意大利萨莱诺省的一个市镇。总面积35.09平方公里，人口1218人，人口密度34.7人/平方公里（2009年）。ISTAT代码为065094。